# Xacó baix
El xacó baix era una lligadura militar rígida, generalment troncocònica i sempre amb visera, part superior plana, i l'alçada mitjana de la gorra de campanya sorgida posteriorment.

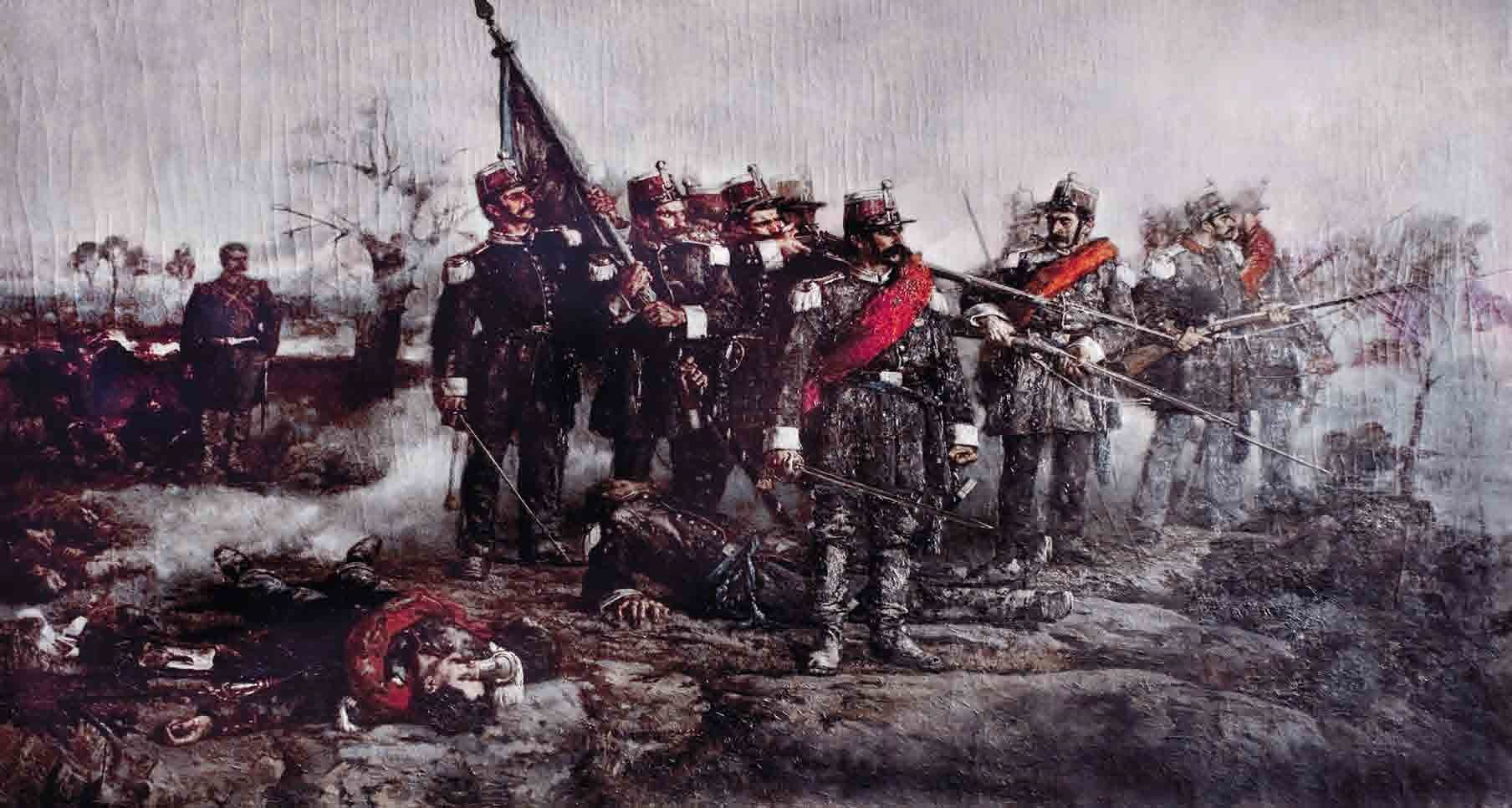
Tropes sardopiemonteses a la batalla de Novara (1849), amb el primer model de xacó baix (de 1848)

El xacó baix sorgí a mitjan segle xix com a evolució del xacó clàssic. Molts uniformòlegs no l'individuen perquè tècnicament, per l'origen i la construcció, era un xacó (un d'extremament escurçat); però en la pràctica, quant a aspecte i funcionalitat, ja es tractava d'un altre tipus de lligadura, prou afí a la gorra de campanya moderna. Els coetanis n'eren conscients: els reglaments italians de l'època designen oficialment el xacó baix com a chepì ('quepis').

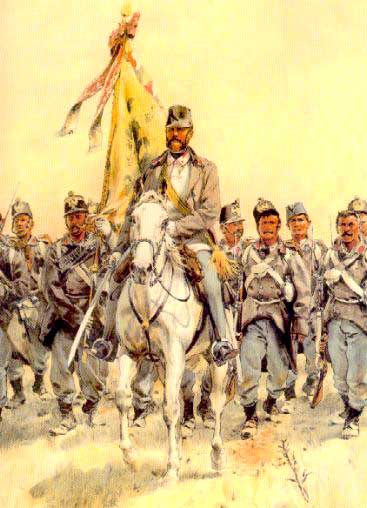
Infanteria austríaca, amb xacó baix, durant la Guerra Austro-prussiana (1866)

En la segona meitat del segle xix el xacó baix fou la lligadura de passeig i/o campanya de diversos exèrcits:
- El sardopiemontès l'adoptà el 1848, i d'ací passà a l'italià sense solució de continuïtat. Amb diversitat de models concrets, perduraria fins a l'adopció de la gorra de campanya (1909).
- L'exèrcit austríac adoptà un xacó baix per a campanya el 1862. El 1868, ja al si de l'exèrcit austrohongarès, seria substituït pel primer model de gorra moderna, entre la tropa, i per una mena de quepis rígid, entre l'oficialitat.
- També l'usaren diversos exèrcits d'estats alemanys (generalment els pro-austríacs) abans de la unificació.
- L'exèrcit francès el tingué com a lligadura de passeig i gala a partir de 1858 (oficialitat) i 1860 (tropa), i fins al 1886, en què el quepis passà a cobrir també aquestes funcions.
- L'exèrcit britànic adoptà el xacó baix el 1861 per a reemplaçar el xacó, però el substituí el 1878 pel casc colonial.
- L'exèrcit suís l'usà per a campanya del 1861 (en què reemplaçà el xacó) fins al 1914 (en què fou substituït pel casquet de caserna).
- El ros espanyol, de fet, es pot considerar un tipus de xacó baix.

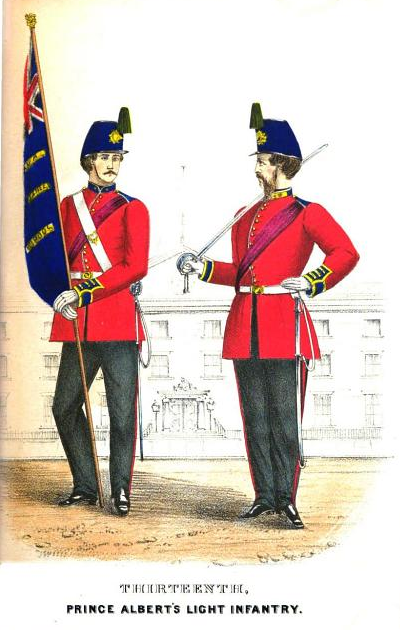
Soldat i oficial britànics (1866) amb xacó baix
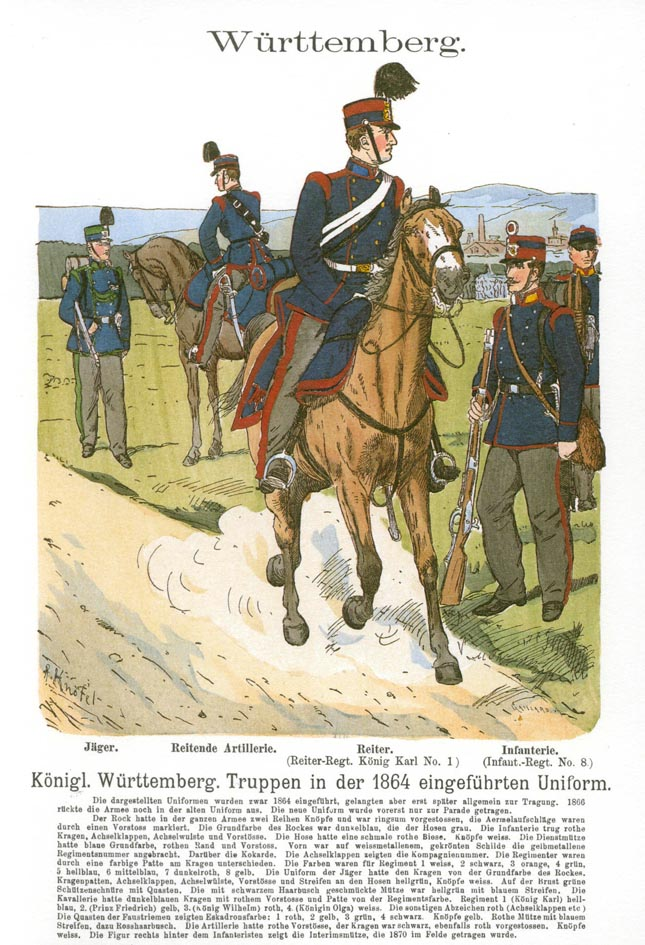
Infanteria de Württemberg (1864) amb xacó baix
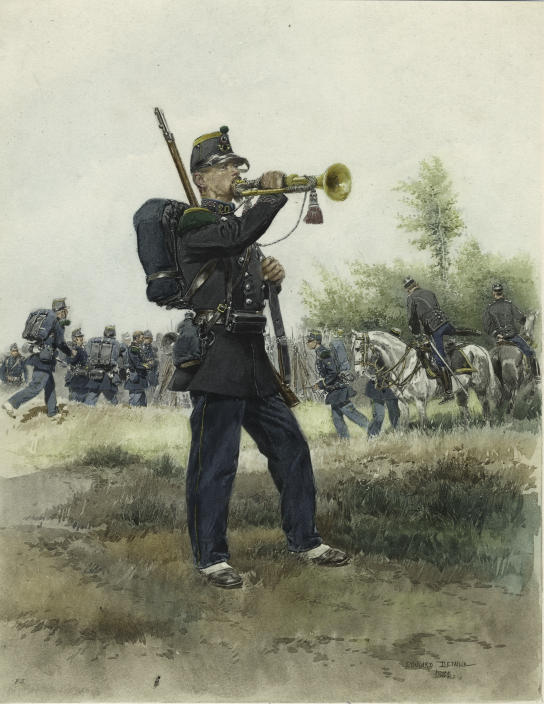
Caçador francès (1885) en uniforme de gala, amb xacó baix

Cas excepcional d'arcaisme, la infanteria belga entrà en la Primera Guerra Mundial cofada amb xacó baix (i un de bastant elevat). A la tardor de 1914 fou substituït per gorres més o menys improvisades, fins que amb l'adopció de l'uniforme caqui (1915) hom optà per fer servir el tradicional casquet de caserna també per a campanya, a la manera francesa.

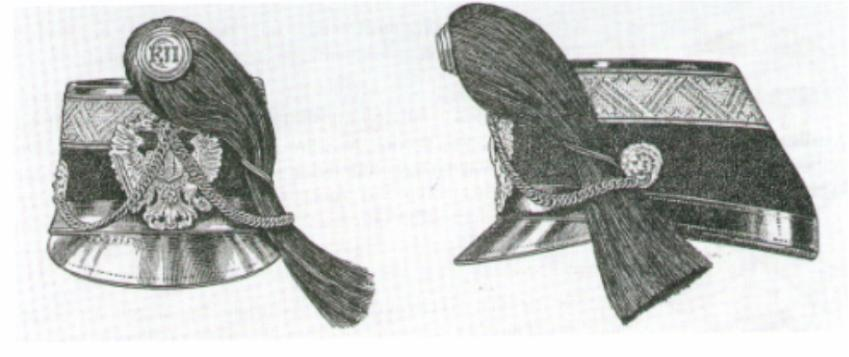
Xacó baix austrohongarès d'Artilleria
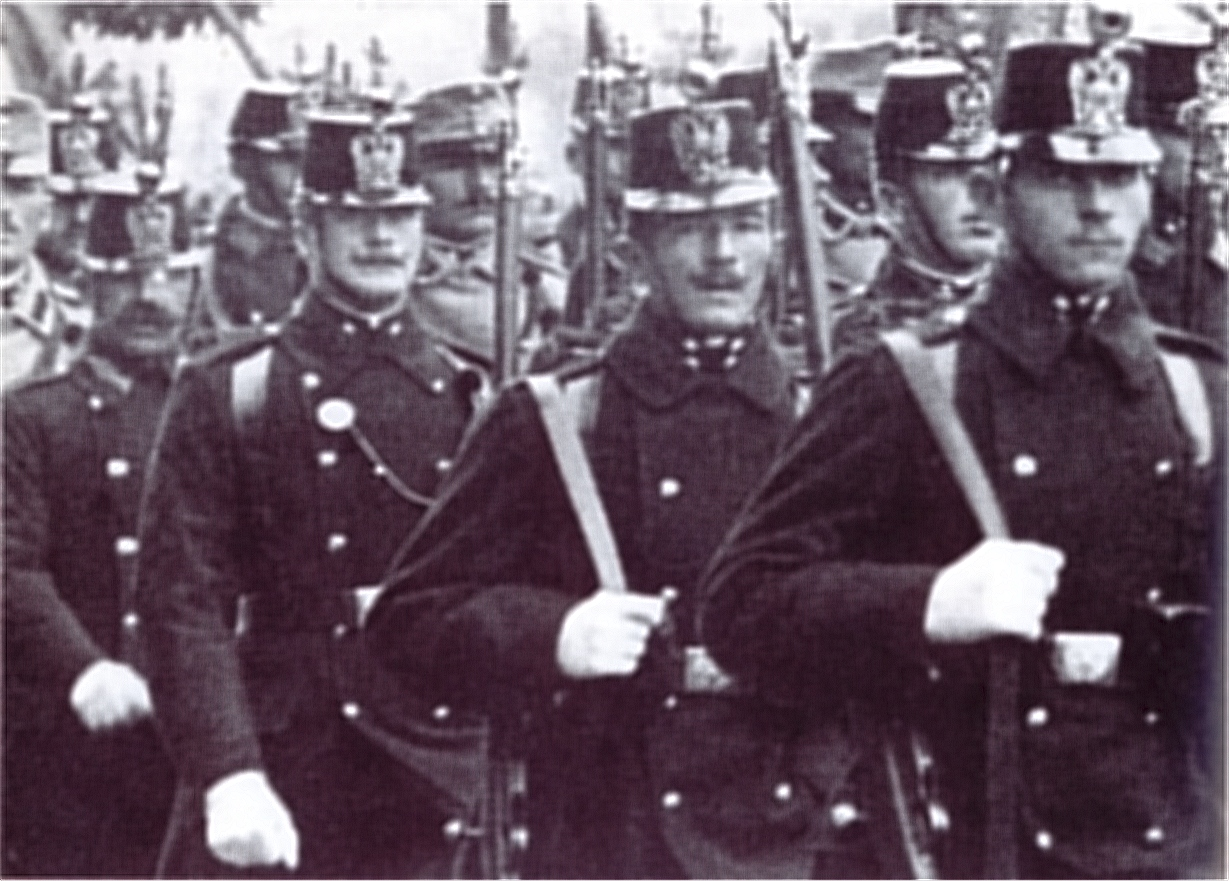
Infanteria austrohongaresa (1913) desfilant en uniforme de gala, amb xacó baix

A Àustria-Hongria des del 1868 el xacó baix restà per a gala, i a voltes per a passeig, entre tots els graus, fins a l'enfonsament de la monarquia dual.